# 布爾里
布爾里（羅馬化：Börli）是哈薩克庫斯塔奈州卡拉巴雷克區的一個村莊。
行政區域對象分類器代碼－395037100。

## 人口
1999年，全村人口1864人（男性897人，女性967人）。根據2009年人口普查，該村共有1176人（580名男性和596名女性）。